# تاشت (آيت منا)
تاشت هو دُوَّار يقع بجماعة آيت بلال، إقليم أزيلال، جهة بني ملال خنيفرة في المملكة المغربية. ينتمي الدوّار لمشيخة آيت منا التي تضم 11 دوار. يقدر عدد سكانه بـ 92 نسمة حسب الإحصاء الرسمي للسكان والسكنى لسنة 2004.

## روابط خارجية
- البوابة الوطنية للجماعات الترابية نسخة محفوظة 12 مارس 2018 على موقع واي باك مشين.
- المندوبية السامية للتخطيط